# Кебара
32°33′28″ пн. ш. 34°56′12″ сх. д. / 32.557719444444° пн. ш. 34.936672222222° сх. д.
Пече́ра Кебара (івр. מערת כבארה, трансліт. Me'arat Kebbara, араб. مغارة الكبارة, трансліт. Mugharat al-Kabara)  — вапнякова печера у місцевості Ваді-Кебара на висоті приблизно 60—65 метрів над рівнем моря на західному схилі гірської гряди Кармель на території природного парку Рамат ха-Надів за 10 км від археологічного городища Кесарія, в районі міста Зіхрон-Яаков. У печері представлені середньопалеолетичні оріньякська та мустьєрська культури. Вважається, що саме в цей період у Кебарі були найперші поселення.

## Розкопки на території печери
Печера була населена 60 000—48 000 років тому. Під час розкопок там було знайдено багато кісток тварин, здебільшого гірських газелей та перських ланей.
Кебара стала відома після розкопок на її території, проведених професором Офером Бар-Йосефом, ізраїльським археологом.

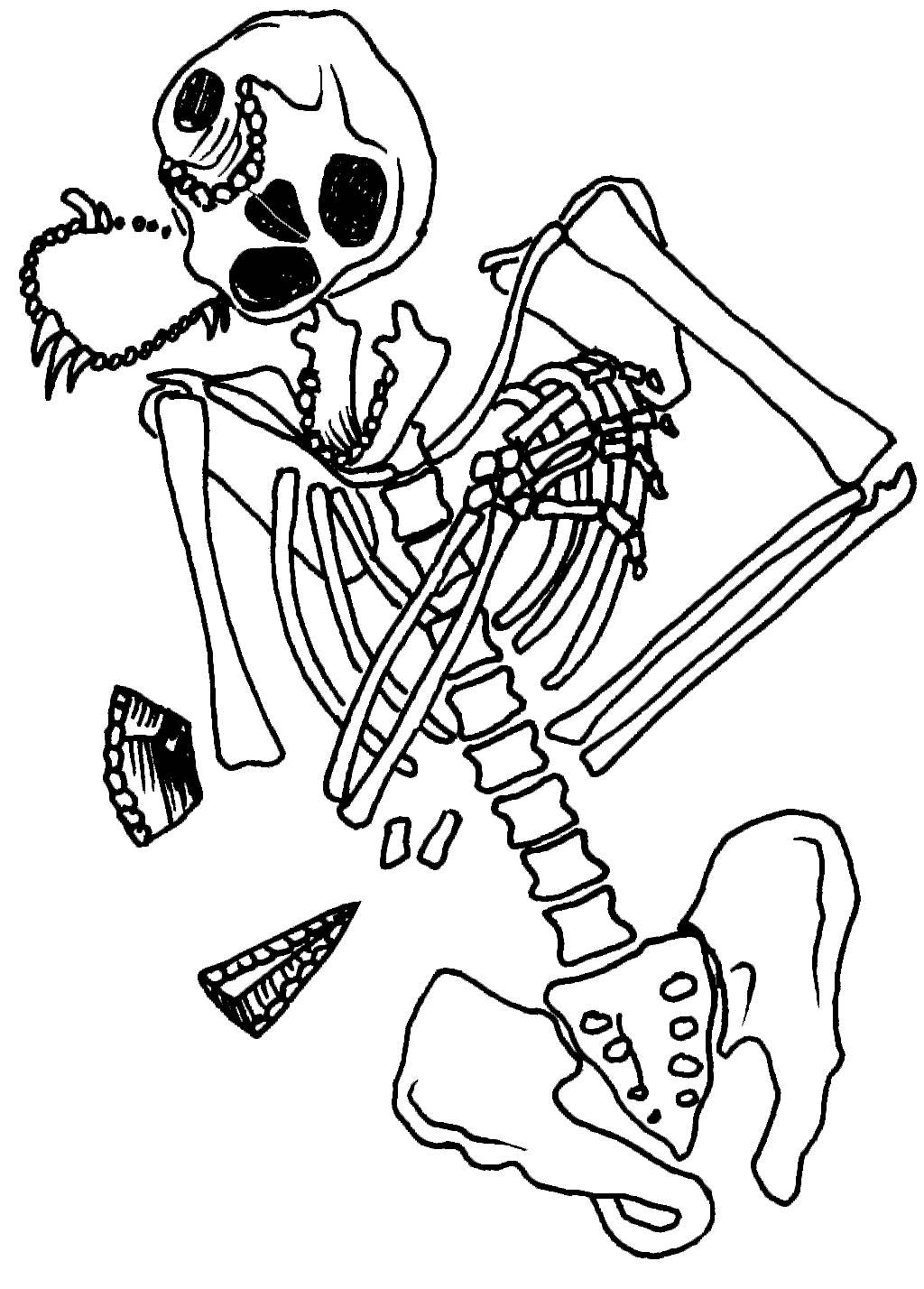
Скелет неандертальця, знайдений на території Кебари

Хоча розкопки на території печери розпочали ще на початку 1930-х Дороті Гаррод та Франсіс Тюрвель-Петре, але найважніша знахідка була зроблена у 1982 році, коли був виявлений майже повний скелет неандертальця.
Він був названий «Моше». У скелета збереглись більша частина хребта, ребер та таза. Череп і більша частина нижніх кінцівок відсутні.

## Кебаранська культура на території печери
Основна стаття: Кебаранська культура
Кебаранська культура, яка існувала в період 20 000/16 000—12 700/10 000 років тому, дістала назву саме від печери Кебара. Печера була типовим місцем проживання для носіїв цієї культури. Її представники були кочовими мисливцями-збиральниками, хоча на території Ізраїлю знайдені свідчення про перші спроби харчового виробництва.
Могили періоду Кебаранської культури знаходили поряд із місцями стоянок.

## Натуфійська культура на території печери
Основна стаття: Натуфійська культура
Натуфійська археологічна культура, яка існувала в період епіпалеоліту від 13 000 до 9 800 років до н. е. на території Леванту, прийшла на зміну Кебаранській культурі. На території печери було знайдено великий могильник, у якому, окрім кісток, знаходились велика кількість серпоподібних ножів, інструментів для збору трав та ступок з пестиками до них. Дослідження решток скелетів показали, що в могильнику було поховано 17 людей (одинадцять дітей та шість дорослих). В одного з них, чоловіка, між хребців є уламок серпа, і, припускається, що від цього поранення він помер. На скелетах інших п'яти теж є ознаки насильства.